# Green Acres (televisieserie)
Green Acres was een Amerikaanse sitcom met Eddie Albert en Eva Gabor. Hierin speelden zij een echtpaar dat verhuisde van New York naar een boerderijtje op het platteland. De serie werd uitgezonden in de Verenigde Staten door CBS tussen 15 september 1965 en 27 april 1971. De serie was een zogenaamde 'zuster show' van Petticoat Junction, een andere Amerikaanse serie die zich in hetzelfde fictieve universum afspeelde en veel cross-overs had met Green Acres. Vanaf 13 oktober 1966 werd de serie in Nederland uitgezonden onder de titel Geen beter leven dan het buitenleven.
Tijdens de zes jaar dat de serie werd uitgezonden, had het zeer hoge kijkcijfers. Toch werd Green Acres in 1971 door een wijziging van het beleid bij CBS van de buis gehaald.

## Achtergrond
Na het succes van The Beverly Hillbillies en Petticoat Junction kreeg producer Paul Henning de gelegenheid om nog een comedyserie te produceren zonder dat daarvoor een pilotaflevering werd verlangd (wat erg uitzonderlijk was). Hij vroeg aan scriptschrijver Jay Sommers om een serie afleveringen van een half uur te maken. Het verhaal was gebaseerd op een radioshow uit de jaren 50 Granby's Green Acres. Deze radioserie vertelde het verhaal van een gezin dat van de grote stad naar het platteland trok. In de hoofdrollen speelden Gale Gordon en Bea Benaderet. Granby's Green Acres had 13 afleveringen.
Tijdens de voorproductie van Green Acres werden de titels Country Cousins en The Eddie Albert Show voorgesteld.

## Verhaal
De serie Green Acres gaat over Oliver Wendell Douglas (Eddie Albert), een ervaren advocaat uit New York, die zijn droom om boer te worden achterna gaat. Hierin sleept hij zijn glamoureuze Hongaarse vrouw Lisa Douglas (Eva Gabor) mee. Met grote tegenzin verlaat zij hun grote New Yorkse penthouse en het stadsleven waarin zij zich zo thuis voelt om op een bouwvallig boerderijtje in het gehucht Hooterville te gaan wonen.
In de titelmuziek wordt de kern van het verhaal in het kort in beeld gebracht. Aan het eind van de opening parodiëren Albert en Gabor het schilderij American Gothic van Grant Wood.
De eerste aflevering was een mockumentary die ging over de beslissing of de hoofdrolspelers zouden gaan verhuizen naar het platteland of niet. Dit werd gepresenteerd door toenmalige ABC televisiepresentator John Charles Daly. Na de eerste afleveringen, ontwikkelde zich in de verhaallijn een absurdistische wereld. Hoewel veel afleveringen voldeden aan het standaard sitcom-stramien uit de jaren 60, werd de serie bekend om z'n surrealisme en satire. Kinderen keken graag naar de serie vanwege de slapstick en flauwe grappen, terwijl volwassenen het vooral waardeerden op een ander niveau.

## Personages
De serie speelt zich af in hetzelfde universum als Paul Henning's andere plattelands tv-comedy Petticoat Junction. Ook in Petticoat Junction kwamen pittoreske plaatsjes als Hooterville, Pixley, Crabwell Corners en Stankwell Falls voor. En van tijd tot tijd deelden beide tv-series de populaire karakters Joe Carson, Fred en Doris Ziffel, Newt Kiley en Floyd Smoot.

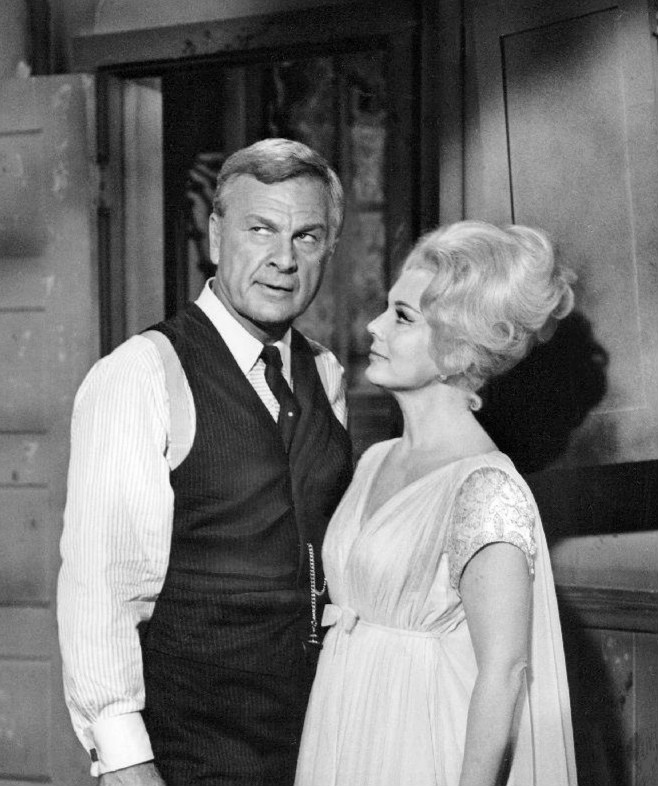
Eddie Albert en Eva Gabor als Oliver en Lisa Douglas

### Oliver Wendell Douglas
De bron van veel humor is de Don Quichot-achtige Oliver met zijn korte lontje, die zijn maffe omgeving probeert te begrijpen. Er lijkt sprake te zijn van een tweeledige realiteit: Oliver versus alle anderen. Daaronder vallen alle inwoners van hun woonplaats  Hooterville, Olivers veeleisende vrouw Lisa en zijn rijke moeder (Eleanor Audley), die de spot drijft met zijn droom om boer te worden. Deze dubbele realiteit komt het best tot zijn recht als iedereen behalve Oliver "The Written By's" (de titels in het tv-beeld) kan zien, als hij Lisa corrigeert op haar uitspraak om er vervolgens achter te komen dat hij de enige in het dorp is met de juiste uitspraak, of als hij de enige is die het knorren van varken Arnold niet kan vertalen naar het Engels, enzovoorts.
Oliver maakt zich doorlopend boos om zijn geïmproviseerde elektriciteitsnet met een veel te laag vermogen, zijn telefoon die buiten boven op een telefoonpaal is geïnstalleerd en de talloze mislukte verbouwingsprojecten door de gebroeders Monroe. Daarentegen is Oliver zelf ook onderwerp van spot door de mensen uit het dorp als hij in een driedelig pak op de boerderij werkt, en als hij weer een breedsprakige monoloog begint over "de Amerikaanse boer" ondersteund door "Yankee Doodle", gespeeld op een fluit (wat overigens iedereen kan horen, behalve Oliver zelf).

### Lisa Granietz Douglas
Lisa's vreemde kijk op de wereld en haar onkunde in het huishouden is een vruchtbare bodem voor eindeloze grappen. Een groot deel van haar vroege jeugd bracht zij door in Hongarije waar zij opgroeide als een diva. Dit zou haar gebrek aan opleiding, haar onkunde in het huishouden en haar zeer beperkte algemene ontwikkeling moeten verklaren. Haar waterloze "koffie" sijpelt uit de pot als een dikke teer-achtige slib. Haar "hotcakes", een soort dikke harde pannenkoeken zijn letterlijk niet te eten. Ze zijn zo hard dat Oliver er koppakkingen voor zijn tractor van maakt. In een aflevering wordt hotcake-beslag gebruikt als mortel voor de open haard, in een andere aflevering worden ze als dakpannen gebruikt. In plaats van de afwas te doen, gooit Lisa de vaat uit het keukenraam naar buiten. Haar gebrekkige Engelse uitspraak zorgt ervoor dat zij wat aandoenlijk en onnozel overkomt: Hooterville spreekt ze uit als "Hootersville", hotcakes als "Hots-cakes" en shooting als "shoosting". In de aflevering "Alf and Ralph Break Up", geeft Lisa toe dat ze geen kooktalent heeft en zegt dat haar enige talent haar Zsa Zsa Gabor-imitatie is (in werkelijkheid haar zuster, met wie zij vaak werd verward).
Hoewel Oliver en Lisa vaak worden afgeschilderd als buitenbeentjes, zorgt het concept ook voor een ironische wending. Terwijl Oliver (ondanks Lisa's bezwaren) heeft aangedrongen op verhuizen van Manhattan naar Hooterville, is het juist Lisa die zich gemakkelijker naar hun eigenzinnige en ongewone omgeving en het merkwaardige leven van hun buren weet te schikken. Terwijl Oliver er heel graag bij wil horen, lukt het hem meestal niet om de surrealistische inwoners van Hooterville te begrijpen.
Zowel Lisa als Oliver zijn veteranen uit de Tweede Wereldoorlog (Oliver als jachtpiloot bij de Amerikaanse luchtmacht, en zij als lid van het Hongaarse verzet).

### Mr. Haney
De smoezelige zakenman Eustace Haney (Pat Buttram) heeft Oliver opgelicht door hem zijn oude bouwvallige boerderij te verkopen. Iedereen in Hooterville huivert bij de naam The Old Haney Place, maar verblind door zijn onverbetelijk optimisme, is Oliver de enige die niet doorheeft dat hij is opgelicht. Hij laat zich keer op keer beetnemen door Mr. Haney met zijn creatieve oplichtingspraktijken. Haney weet hem bijvoorbeeld graanzaad te verkopen dat Poison ivy blijkt te zijn of hem een haan te verhuren om hem te kunnen wekken.

### Eb Dawson
De jonge onnozele Eb Dawson (Tom Lester) is de boerenknecht in dienst bij de fam. Douglas. Eb maakt er de gewoonte van om Oliver en Lisa "pa en ma" te noemen, dit tot ergernis van Oliver.

### Fred, Doris en Arnold Ziffel
De kinderloze buren van de fam. Douglas, Fred en Doris Ziffel hebben een varken (Arnold) "geadopteerd" als hun zoon. Arnold verstaat Engels, kan fietsen, woont binnenshuis en wordt verwend. Hij is een vervend tv-kijker en kijkt graag naar western-films en het nieuws met Walter Cronkite. Ook gaat hij naar de basisschool en draagt daarbij zijn boeken in zijn bek. Oliver lijkt de enige te zijn die zich ervan bewust is dat Arnold gewoon vee is, hoewel hij zich regelmatig vergist, en hem als normale jongen behandelt. Arnold verschijnt regelmatig in de serie en komt vaak bij de fam. Douglas op bezoek om tv te kijken.

### The Monroe Brothers
Alf (Sid Melton) en zijn "broer" Ralph (Mary Grace Canfield) zijn twee kibbelende timmermannen die continu bezig zijn met het verbouwen van de slaapkamer van de fam. Douglas. In de aflevering waarin ze werden geïntroduceerd, bekende Alf dat Ralph eigenlijk zijn zuster was. Hij legde uit dat ze geen klussen zouden krijgen als men zou weten dat ze een vrouw was.
De Monroe Brothers ronden zelden een project af (zoals de schuifdeur in de slaapkamer van de fam. Douglas, die altijd uit de rail loopt en plat op de grond valt, de deurkruk van de voordeur die keer op keer op de grond rolt, enzovoorts). De projecten die ze wel afronden eindigen meestal in een ramp. In één aflevering zagen ze per ongeluk de telefoonlijn van Sam Druckers General Store door. Ze knopen de draden weer (verkeerd om) aan elkaar vast. Hierdoor moet Sam Drucker in de speaker praten, terwijl hij aan de microfoon moet luisteren. Melton verliet de serie in het vierde seizoen (1970) voor de opnamen van de film Make Room For Granddaddy. De schrijvers bedachten voor de gelegenheid een subplot waarin zijn zuster de liefde van "Hanky" Kimball (of elke andere willekeurige ongelukkige vrijgezel uit Hooterville) probeerde te winnen.

### Sam Drucker
Sam Drucker (Frank Cady) was een regelmatige verschijning in zowel Petticoat Junction als Green Acres. Tijdens het introductie-shot van zijn General Store, werd altijd de eerste regel van de Petticoat Junction titelmuziek gespeeld. Ditzelfde shot komt ook voor in Petticoat Junction. Hoewel Drucker in Petticoat Junction een eenvoudige burger is, is zijn karakter in Green Acres aangepast aan zijn surrealistische omgeving (hij heeft bijvoorbeeld een vat plastic augurken om de stadslui zich op hun gemak te laten voelen). Hij dient ook als krantenredacteur en drukker, vrijwillige brandweerman, veldwachter, vrederechter en beheerder van het postkantoor. Als redacteur van de Hooterville World Guardian zijn zijn headlines vaak tientallen jaren oud. Als beheerder van het postkantoor is hij erg traag: hij leverde na 51 jaar een oproepbrief voor militaire dienst uit 1917 aan Fred Ziffel. Dit overtrof de levering van een 26 jaar oude brief aan mr. Haney over een gestolen shovel. Drucker is vaak de enige die geïnspireerd (en soms wat geëmotioneerd) raakt door Olivers plattelands-patrionisme.

### Hank Kimball
Als steek onder water naar overheidsbureaucraten en ambtenaren, speelt Alvy More de verdwaasde agrarisch agent Hank Kimball, die mensen meetrekt in zinloze conversaties, afdwaalt met zijn gedachtegang, daarna niet meer weet waar hij het over heeft om vervolgens de scène te verlaten. De serie was naar verluidt een van de eerste die veelvuldig cue cards gebruikte tijdens de opnamen. Moore vertelde later dat hij dit van onschatbare waarde vond voor Kimball's onsamenhangende dialogen.
Veel karakters uit het "Shake Rest Hotel" uit de serie Petticoat Junction verschijnen zo nu en dan in Green Acres. Joe Carson, mede-eigenaar van het hotel, zit soms te schaken, hangt een beetje rond of probeert fruit te gappen in Sam Druckers General Store. Ook andere karakters uit Petticoat Junction komen incidenteel voor in Green Acres.

## The Rural Purge
Tijdens het zesde seizoen (1970-71) stond Green Acres op de 34e plaats van 96 tv-programma's. Ondanks deze respectabele notering (en populairste show op dat tijdstip), werd de serie in de lente van 1971 na 170 afleveringen gestopt. In die tijd stond CBS onder druk van de sponsors die meer programma's met een stadse uitstraling wilden. Om ruimte te maken voor deze nieuwe programma's, werden bijna alle "platteland-series" geannuleerd. Deze operatie is in de Verenigde Staten de geschiedenis in gegaan als de rural purge (letterlijk: plattelandsreiniging). Pat Buttram zei hierover: "CBS heeft alles met een boom geannuleerd, inclusief Lassie".

## Reüniefilm
In de televisiefilm Return to Green Acres uit 1990, is Arnold ergens in de twintig en heeft zijn "ouders" overleefd. Vervolgens is hij bij zijn "nicht", het liefelijke nichtje van de Ziffels gaan wonen. De film is twee decennia na de serie gemaakt en speelt zich ook in die tijd af. De gebroeders Monroe hebben nog steeds de slaapkamer van de familie Douglas niet afgemaakt. Oliver en Lisa zijn teruggegaan naar New York, maar zijn daar diep ongelukkig. Ze zijn door de inwoners van Hooterville gesmeekt om terug te komen om hen te redden van de ondergang. In dit verhaal willen zakenman mr. Haney en een doortrapte ontwikkelaar een voor Hooterville verwoestend plan uitvoeren.. Met een knipoog naar de tijdgeest, is Haneys nieuwste product een Russische wonder-meststof Gorby Grow.

## Cast
- Oliver Wendell Douglas: Eddie Albert (1965-1971) (170 afleveringen)
- Lisa Douglas: Eva Gabor (1965-1971) (170 afleveringen)
- Eb Dawson: Tom Lester (1965-1971) (150 afleveringen)
- Sam Drucker: Frank Cady (1965-1971) (142 afleveringen)
- Mr. Eustace Haney: Pat Buttram (1965-1971) (142 afleveringen)
- Hank Kimball: Alvy Moore (1965-1971) (138 afleveringen)
- Fred Ziffel: Hank Patterson (1965-1971) (82 afleveringen)
- Doris Ziffel: Barbara Pepper (1965–1968) (30 afleveringen) / Fran Ryan (1969–1971) (7 afleveringen), (5 afleveringen als Dorris Ziffel)
- Arnold Ziffel: Meerdere varkens, allen getraind door Frank Inn
- Alf Monroe: Sid Melton (1965–1969) (32 afleveringen)
- Ralph Monroe: Mary Grace Canfield (1965-1971) (41 afleveringen)
- Newt Kiley: Kay E. Kuter (1965–1970) (41 afleveringen)
- Mother Eunice Douglas: Eleanor Audley (1965–1969) (18 afleveringen)
- Mr. Wheeler: Robert Foulk (1966–1971) (16 afleveringen)
- Ben Miller: Tom Fadden (1965) (3 afleveringen)
- Horace Colby: Hal Smith (1966-1968) (7 afleveringen)

Er waren enkele crossovers uit Petticoat Junction:
- Uncle Joe Carson: Edgar Buchanan (1965–1969) (17 afleveringen)
- Floyd Smoot: Rufe Davis (1965–1967) (12 afleveringen)
- Charley Pratt: Smiley Burnette (1965–1967) (8 afleveringen)
- Kate Bradley: Bea Benaderet (1965–1966) (6 afleveringen)

## Afleveringen
Zie voor een volledig overzicht het artikel Lijst van afleveringen van Green Acres.

## DVD releases
MGM Home Entertainment heeft de eerste drie seizoenen van Green Acres voor regio 1 (VS en Canada) uitgebracht. Seizoen 1 is ook voor regio 2 (o.a. Europa) uitgebracht.